# انتونی، کورن‌وال
انتونی، کورن‌وال (به انگلیسی: Antony, کورنوال) یک روستا و محله مدنی در بریتانیا است که در کورن‌وال واقع شده‌است. انتونی ۵۰۰ نفر جمعیت دارد.